# The Poor Musician
The Poor Musician è un cortometraggio muto del 1909 scritto e diretto da Van Dyke Brooke.  Il film è interpretato da Earle Williams e Charles Kent.

## Produzione
Il film fu prodotto dalla Vitagraph Company of America.

## Distribuzione
Distribuito dalla Vitagraph Company of America, il film - un cortometraggio di circa duecento metri - uscì nelle sale cinematografiche statunitensi il 23 febbraio 1909. Nelle proiezioni, veniva programmato con il sistema dello split reel, accorpato in un'unica bobina con un altro cortometraggio della Vitagraph, The Perpetual Proposal; or, An Ardent Wooer.